# 墨西哥大街站

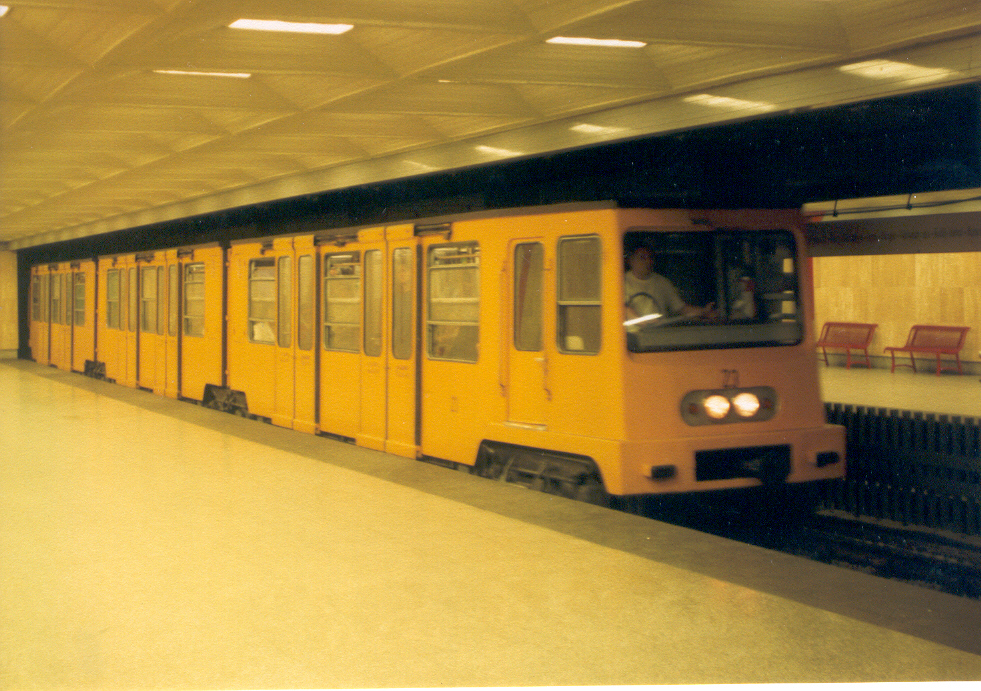

墨西哥大街站（匈牙利語：Mexikói út），为匈牙利布达佩斯地铁1号线的一个车站，位于布达佩斯第十四区，为1号线最北端的车站。该站于1973年12月30日建成。

## 交通
- 有轨电车  3, 69
- 无轨电车  74, 74A
- 市内公共汽车  25, 32, 225